# مايك فينينج
مايك آر. فينينج (من مواليد 12 أغسطس 1950) وهو رقيب أول متقاعد في الجيش الأمريكي ، وكان من اوائل المنضمين إلى قوة دلتا . انضم إلى الجيش في عام 1968، وخدم حتى عام 1999.

## حياته المبكرة
وُلِد مايك فينينج في 12 أغسطس 1950 في جرينفيل بولاية ميشيغان، لوالديه روجر إيرل (1927-2020) ودولوريس أرلين فينينج ( ني كروف، في الأصل فيكتور؛ 1930-2003).  عندما كان في المدرسة الثانوية، رأى أخبار هجوم تيت، فكان ملهماً له للالتحاق بالجيش.  تخرج من مدرسة تري كاونتي الثانوية في عام 1968 والتحق بالجيش الأمريكي في نفس العام. 

## المسيرة العسكرية
أنهى فينيج برنامج التخلص من الذخائر المتفجرة (EOD) التابع للجيش قبل إرساله إلى فيتنام في عام 1970. خدم في فرقة المدفعية رقم 99 لمدة قبل أن يسرح بعدها بشرف.  أثناء فترته في فيتنام، كُرم بالنجمة البرونزية "لخدمته الجديرة في العمليات البرية وواجبات التخلص من المتفجرات".  بعد أن أنهى جولته في فيتنام، ترك فينيج الجيش وعاد لمنزله في فيتنام. حصل فينيج على عمل في مصنع لتصنيع أجزاء هياكل السيارات لشركة فورد موتور ، ثم أصبح الموظف المسؤول في الوردية الثالثة لأكبر مكبس في المصنع، بسعة 500 طن. 
في عام 1973، أنضم للجيش مجدداً، ليخدم كخبير في قوات التخلص من المتفجرات في المفرزة العسكرية 63 في فورت لينورد ودد .  في عام 1978، حاول الأنضمام لقوات دلتا وتم قبوله بالفعل، في وحدة منشئة حديثاً والتي كان هو أول خبير في التخلص من المتفجرات فيها.  خدم فينينج في دلتا حتى عام 1985، وشارك في عملية مخلب النسرو غزو الولايات المتحدة الأمريكية لغرينادا .  من عام 1985 إلى عام 1986، تم تعيينه في مفرزة الذخيرة 176 في ألاسكا، قبل إعادته إلى دلتا من عام 1986 إلى عام 1992، ليشارك في حرب الخليج ، وعملية دعم الديمقراطية ، ويعمل كخبير تفجيرات أثناء تفجير أبراج الخبر عام 1996.  تقاعد من الجيش في يناير 1999. 

## أواخر حياته المهنية
لدى فينيج درجة البكالوريوس في علم الاجتماع من جامعة إكسلسيور ، وعمل كمؤرخ لجمعية التخلص من المتفجرات الوطنية ومؤسسة محارب الذخائر المتفجرة.  وكتب أيضاً مقالا في تاريخ البريد البحري، والتي حصل بفضلها على جائزة جوزيف م.هايل للتميز في البحث.  في عام 1991، أصبح فينينج عضوًا في جمعية إلغاء السفن العالمية ، وشغل منصب المدير من عام 2007 إلى عام 2009. 
في عام 2018، تم أدخاله في قاعة المشاهير الخاصة بفيلق الذخائر التابع لجيش الولايات المتحدة . 

## ميم على الانترنت
أصبحت صورة فينيح بالزي العسكري ميم على الإنترنت ، غالباً للمفارقة الحاصلة بين مظهره المتواضع أمام مسيرته العكسرية أو لأستخدامها كصورة رد فعل .  في تعليق له على هذا الأنتشار، قال فينيج، " لا أعلم كيف بدأ هذا الأمر برمته. حتى أن أحد أحفادي رأى شخصاً رسم بوكيمون عليّ".

## الجوائز والأوسمة
حصل الرقيب الأول فينيح خلال مسيرته على الأوسمة التالية: 
|  |  |  |  |  |  |
|  |  |  |  |  |  |
|  |  |  |  |  |  |
|  |  |  |  |  |  |
|  |  |  |  |  |  |
|  |  |  |  |  |  |
|  |  |  |  |  |  |
|  |  |  |  |  |  |

| شارة        | شارة جندي مشاة قتالي                                                               | شارة جندي مشاة قتالي                                                               | شارة جندي مشاة قتالي                                                               | شارة جندي مشاة قتالي                                                               | شارة جندي مشاة قتالي                                                               | شارة جندي مشاة قتالي                                                               | شارة جندي مشاة قتالي                                                               | شارة جندي مشاة قتالي                                                               | شارة جندي مشاة قتالي                                                               | شارة جندي مشاة قتالي                                                               | شارة جندي مشاة قتالي                                                               | شارة جندي مشاة قتالي                                                               |
| شارة        | شارة المظلي الأساسية with قيادة العمليات الخاصة للجيش الأمريكي background trimming | شارة المظلي الأساسية with قيادة العمليات الخاصة للجيش الأمريكي background trimming | شارة المظلي الأساسية with قيادة العمليات الخاصة للجيش الأمريكي background trimming | شارة المظلي الأساسية with قيادة العمليات الخاصة للجيش الأمريكي background trimming | شارة المظلي الأساسية with قيادة العمليات الخاصة للجيش الأمريكي background trimming | شارة المظلي الأساسية with قيادة العمليات الخاصة للجيش الأمريكي background trimming | شارة المظلي الأساسية with قيادة العمليات الخاصة للجيش الأمريكي background trimming | شارة المظلي الأساسية with قيادة العمليات الخاصة للجيش الأمريكي background trimming | شارة المظلي الأساسية with قيادة العمليات الخاصة للجيش الأمريكي background trimming | شارة المظلي الأساسية with قيادة العمليات الخاصة للجيش الأمريكي background trimming | شارة المظلي الأساسية with قيادة العمليات الخاصة للجيش الأمريكي background trimming | شارة المظلي الأساسية with قيادة العمليات الخاصة للجيش الأمريكي background trimming |
| الصف الأول  | وسام الاستحقاق                                                                     | وسام الاستحقاق                                                                     | وسام الاستحقاق                                                                     | وسام الاستحقاق                                                                     | النجمة البرونزية                                                                   | النجمة البرونزية                                                                   | النجمة البرونزية                                                                   | النجمة البرونزية                                                                   | وسام الخدمة الدفاعية المتميزة with 1 bronze Oak leaf cluster                       | وسام الخدمة الدفاعية المتميزة with 1 bronze Oak leaf cluster                       | وسام الخدمة الدفاعية المتميزة with 1 bronze Oak leaf cluster                       | وسام الخدمة الدفاعية المتميزة with 1 bronze Oak leaf cluster                       |
| الصف الثاني | وسام الخدمة المتميزة                                                               | وسام الخدمة المتميزة                                                               | وسام الخدمة المتميزة                                                               | وسام التقدير للخدمة المشتركة                                                       | وسام التقدير للخدمة المشتركة                                                       | وسام التقدير للخدمة المشتركة                                                       | وسام التقدير العسكري                                                               | وسام التقدير العسكري                                                               | وسام التقدير العسكري                                                               | ميدالية الإنجاز في الخدمة المشتركة with 1 bronze Oak leaf cluster                  | ميدالية الإنجاز في الخدمة المشتركة with 1 bronze Oak leaf cluster                  | ميدالية الإنجاز في الخدمة المشتركة with 1 bronze Oak leaf cluster                  |
| الصف الثالث | وسام الإنجاز العسكري                                                               | وسام الإنجاز العسكري                                                               | وسام الإنجاز العسكري                                                               | ميدالية حسن السلوك العسكري with 4 silver Good conduct loops                        | ميدالية حسن السلوك العسكري with 4 silver Good conduct loops                        | ميدالية حسن السلوك العسكري with 4 silver Good conduct loops                        | وسام خدمة الدفاع الوطني with 1 Service Star                                        | وسام خدمة الدفاع الوطني with 1 Service Star                                        | وسام خدمة الدفاع الوطني with 1 Service Star                                        | ميدالية الحملة الاستكشافية للقوات المسلحة with 1 Campaign star                     | ميدالية الحملة الاستكشافية للقوات المسلحة with 1 Campaign star                     | ميدالية الحملة الاستكشافية للقوات المسلحة with 1 Campaign star                     |
| الصف الرابع | ميدالية الخدمة الفيتنامية with 3 bronze Campaign stars                             | ميدالية الخدمة الفيتنامية with 3 bronze Campaign stars                             | ميدالية الخدمة الفيتنامية with 3 bronze Campaign stars                             | ميدالية الخدمة لجنوب غرب آسيا with 1 Campaign star                                 | ميدالية الخدمة لجنوب غرب آسيا with 1 Campaign star                                 | ميدالية الخدمة لجنوب غرب آسيا with 1 Campaign star                                 | وسام الخدمة الإنسانية with 1 Service Star                                          | وسام الخدمة الإنسانية with 1 Service Star                                          | وسام الخدمة الإنسانية with 1 Service Star                                          | شريط التطوير المهني لضباط الصف with award numeral 4                                | شريط التطوير المهني لضباط الصف with award numeral 4                                | شريط التطوير المهني لضباط الصف with award numeral 4                                |
| الصف الخامس | شريط الخدمة العسكرية                                                               | شريط الخدمة العسكرية                                                               | شريط الخدمة العسكرية                                                               | شريط الخدمة الخارجية للجيش                                                         | شريط الخدمة الخارجية للجيش                                                         | شريط الخدمة الخارجية للجيش                                                         | ميدالية حملة فيتنام with "60-" clasp                                               | ميدالية حملة فيتنام with "60-" clasp                                               | ميدالية حملة فيتنام with "60-" clasp                                               | وسام تحرير الكويت (Kuwait)                                                         | وسام تحرير الكويت (Kuwait)                                                         | وسام تحرير الكويت (Kuwait)                                                         |
| الشارات     | شارة المظلي العسكري في القفز الحر                                                  | شارة المظلي العسكري في القفز الحر                                                  | شارة المظلي العسكري في القفز الحر                                                  | شارة المظلي العسكري في القفز الحر                                                  | شارة المظلي العسكري في القفز الحر                                                  | شارة المظلي العسكري في القفز الحر                                                  | شارة خبير التخلص من الذخائر المتفجرة                                               | شارة خبير التخلص من الذخائر المتفجرة                                               | شارة خبير التخلص من الذخائر المتفجرة                                               | شارة خبير التخلص من الذخائر المتفجرة                                               | شارة خبير التخلص من الذخائر المتفجرة                                               | شارة خبير التخلص من الذخائر المتفجرة                                               |

## الحياة الشخصية
في يناير 1999، تزوج من ماونا كيا ، في ماونا كينا، في هاواي .  يعيش فينيج مع زوجته، وهي مصورة صحفية مستقلة، في ساوث فورك، كولورادو .  لديهم طفلان، تيري ولوري. 